# 卡托納 (紐約州)
卡托納（英語：Katonah）是位於美國紐約州西徹斯特縣的普查規定居民點。

## 人口
根據2020年美國人口普查的數據，卡托納的面積為2.11平方千米，當中陸地面積為1.90平方千米，而水域面積為0.20平方千米。當地共有人口1603人，而人口密度為每平方千米759.72人。